# Campanula alpina
Espèce
Classification phylogénétique
Campanula alpina est une petite plante herbacée monocarpique de 5 à 20 cm, qui pousse dans les pelouses des étages subalpins à alpins des Alpes centrales et orientales, et aussi dans les Carpates. 
C'est une espèce proche de Campanula alpestris All. (synonyme : Campanula allionii Vill.) des Alpes françaises.

## CULTURE
Zones de rusticité : 4-8
Exposition : soleil 
Sol : caillouteux et humifère
Multiplication : on recommande de semer en hiver et placer dehors; lorsque la neige va fondre et que la température oscille entre 12-22 °C, les semences germeront après 1-2 semaines
Usages : fissure, pelouse alpine, rocaille,éboulis, muret, attire les papillons, fleur comestible

## Dénomination
Campanula alpina, la "campanule des Alpes centrales et orientales", a pour synonyme : Marianthemum alpinum (Jacq.) Schur.
Campanula ciblesii Prodán
Campanula haynaldii Szontágh